# La Compagnie
La Compagnie ist eine französische Fluggesellschaft mit Sitz in und Basis auf dem Flughafen Paris-Orly. Sie bietet ausschließlich Flüge in der Business Class an.

## Geschichte
La Compagnie wurde im Jahr 2013 gegründet. Sie hat sich auf interkontinentale Business-Class-Flüge zwischen Europa und Nordamerika spezialisiert. CEO Frantz Yvelin hatte zuvor schon erfolgreich L’Avion mit dem gleichen Geschäftsmodell gegründet, die im April 2009 von British Airways gekauft wurde.
Im Dezember 2016 fusionierte La Compagnie mit der französischen XL Airways, die im Herbst 2019 den Betrieb einstellte. Im Zuge der Fusion trat Frantz Yvelin als CEO zurück, sein Nachfolger ist der CEO von XL Airways, Laurent Magnin. Beide Fluggesellschaften traten weiterhin unter ihren eigenen Marken auf.

## Flugziele
La Compagnie führt vom Flughafen Paris-Orly Flüge zum Newark Liberty International Airport durch. Zeitweise wurde auch die Verbindung London-Luton–New York angeboten, jedoch 2016 aufgrund des bevorstehenden Brexit aufgegeben. Seit Mai 2019 wird saisonal die Route Nizza–New York fünfmal die Woche geflogen.

## Flotte
Mit Stand April 2025 besteht die Flotte der La Compagnie aus zwei Flugzeugen mit einem Durchschnittsalter von 5,8 Jahren:
| Flugzeugtyp    | Anzahl | bestellt | Anmerkungen                    | Sitzplätze (nur Business) | Durchschnittsalter |
| -------------- | ------ | -------- | ------------------------------ | ------------------------- | ------------------ |
| Airbus A321neo | 2      | 2        | erster Einsatz am 6. Juni 2019 | 76                        | 5,8 Jahre          |
| Gesamt         | 2      | 2        |                                |                           | 5,8 Jahre          |

### Zuvor eingesetzte Flugzeuge
Bis 2019 betrieb La Compagnie Flugzeuge des Typs Boeing 757-200.